# Chow mein

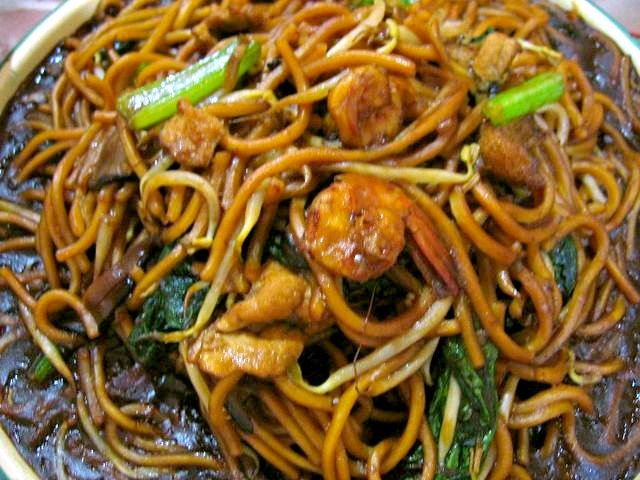
Chow mein

Chow mein (kinesiska: 炒麵 chǎomiàn) är en maträtt av kinesiskt ursprung.
Chow mein betyder snabbstekta nudlar på kinesiska och består förutom av nudlar av kött (vanligtvis kyckling) och grönsaker.
Rätten introducerades i USA av kinesiska immigranter från Taishan i Guangdong-provinsen, under slutet av 1800-talet. Den har sedan spritt sig över världen i en mängd olika varianter.

## Varianter med andra namn
- Chop suey
- Lo mein
- Yakisoba